# Speocera songae
Speocera songae là một loài nhện trong họ Ochyroceratidae. Loài này phân bố ở Trung Quốc.